# Graf van J.F.E.M. Rijke
Het graf van Joseph Frederik Eduard Maria Rijke is een grafmonument, voor de op bijna tweejarige leeftijd gestorven J.F.E.M. Rijke, op de R.K. begraafplaats in Boxmeer. De grafsteen werd op 18 december 2003 voorgedragen als rijksmonument en werd op 15 april 2004 ingeschreven in het Monumentenregister.
Het grafmonument bestaat uit een hardstenen sokkel met daarop een wit geschilderd ijzeren beeldhouwwerk. Het beeldhouwwerk heeft de vorm van een geknielde jongen. Hij heeft zijn linkerknie opgetrokken en houdt in zijn linkerhand een grafkrans voor zich vast. Rechts staat een kruis waar hij zijn rechterarm omheen houdt. Voor het kruis staat een soort ovale plaquette met daarop geschreven verso: P nr. 1887.
Voor de sokkel ligt een aparte hardstenen plaat waarop staat geschreven:
Joseph Frederik
Eduard Maria Rijke
geb. te Boxmeer
14 Aug. 1905,
aldaar overl.
29 Maart 1907.